# Sue Gardner
Sue Gardner (født 1967) er en canadisk journalist. Hun var administrerende direktør for Wikimedia-stiftelsen fra 2007 til den 1. juni 2014, hvor Lila Tretikov overtog stillingen.
Gardner var tidligere leder af Canadian Broadcast Companys webafdeling.